# Evento de transferência de fluxo

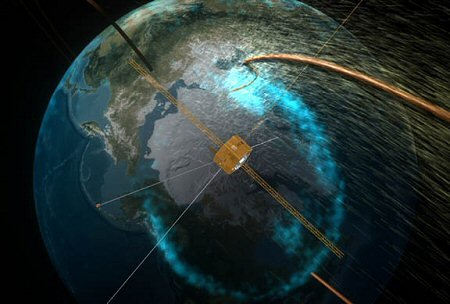
Imagem artística de um evento de transferência de fluxo.

Um evento de transferência de fluxo ocorre quando um portal magnético abre uma fenda na magnetosfera terrestre através do qual partículas de alta energia fluem a partir do Sol. Quatro missões da Cluster da Agência Espacial Europeia e cinco missões THEMIS da NASA foram utilizadas para medir as dimensões e identificar as partículas que são transferidas entre estes campos magnéticos nas áreas de transferência de fluxo.

## Formação
A magnetosfera terrestre e o campo magnético solar são constantemente pressionados um contra o outro durante o dia. Aproximadamente a cada oito minutos, estes campos fundem-se brevemente, formando um "portal" temporário entre a Terra e o Sol no qual partículas de alta energia tais como o vento solar podem fluir. Estes portais tem o formato de um cilíndrico magnético de aproximadamente a largura da Terra e observações atuais colocam o portal com aproximadamente quatro vezes o tamanho da Terra.

## Eventos de transferência de fluxo além da Terra
Campos magnéticos similares aos terrestre são comuns no espaço conhecido e muitos deles experimentam eventos de transferência de fluxo. Durante o segundo sobrevoo do sonda espacial MESSENGER sobre o planeta Mercúrio em 6 de outubro de 2008, foi detectado que o campo magnético mercuriano apresenta uma taxa de reconexão destes eventos dez vezes maior que o terrestre. A proximidade de Mercúrio do Sol contribui somente com um terço destas taxas de reconexão observadas pela sonda e a causa da discrepância é atualmente desconhecida.